# SUMMER NUDE (テレビドラマ)
『SUMMER NUDE』（サマーヌード）は、2013年7月8日から9月16日までフジテレビ系の「月9」枠で毎週月曜日21:00 - 21:54に放送された日本のテレビドラマ。主演は山下智久。
1995年に真心ブラザーズが発表した楽曲「サマーヌード」をイメージして制作され、忘れられない恋人を胸に秘めた若者たちの夏の恋を描く。主題歌も主演の山下による同曲のカバー・バージョンとなる。

## 製作
真心ブラザーズの「サマーヌード」のイメージをベースに、金子茂樹が脚本を書き上げた。
また、同じフジテレビ制作かつ同じ金子茂樹脚本である、山下智久・長澤まさみが主演した「プロポーズ大作戦」との繋がりが複数ある。
「プロポーズ大作戦」では長澤まさみが結婚式場から山下智久を追って飛び出すが、本作では長澤まさみが山下智久の元を去る。
そして、前作では結婚式場から飛び出すのは花嫁だが、本作では花婿になっている。
また、長澤まさみは友情出演というポジションで、回想シーン以外では5話のラスト、第6話の2シーンだけの出演だが、6話までは香澄（長澤まさみ）の看板を軸に物語が進む。
そして本作における山下智久の長澤まさみへの最後のセリフ「結婚おめでとう、幸せになれよ」は、前作の結婚式スピーチで長澤まさみへ向けたセリフと同じである。

## あらすじ

### 前半
海辺の町のカメラマン朝日が写真撮影を担当した結婚披露宴で、新郎が新婦の夏希を置き去りにして飛び出してしまった。
高級イタリア料理店のシェフだった夏希は結婚を前に仕事を止めており、朝日からの話で海の家「青山」の店長として働きだす。
そこで朝日に10年も片思いを続けている波奈江から、朝日が写真を撮ってくれるという約束を守っていないこと、3年前に突然姿を消した恋人で地ビール看板のモデル香澄をずっと待ち続けていることを聞く。
夏希は自分を幸せにすると約束したのにその約束を守らなかった「クソ婚約者」、そしてその「クソ婚約者」を忘れられない自分の両方を朝日に重ね合わせてイライラし、「助っ人外国人」として波奈江を強力にバックアップする。
それがきっかけとなって朝日はやっと看板の香澄を忘れ、波奈江と付き合うことになる。
ところがその告白をしようとした花火大会で、二人の前に突然香澄が現れる。
既に香澄を断ち切ると決意していた朝日は香澄を追わなかったが、波奈江は自分の心の健康の為に香澄に会ってきてくれという。
一方、夏希は朝日の3年間のあまりの一途さを人から聞き、また自分でも見たことで次第に朝日が好きになる。
それが苦しくなり東京に帰ることにするが、その駅のホームで香澄に出会う。
香澄は朝日と付き合いだす前の彼の元に戻っていてその彼と結婚をすることになったが、友達から香澄の看板がまだあることを聞いていた。
それで朝日がまだ香澄のことを引きずっているのかと心配し、はっきりと告げるために戻ってきたのだが「でも来てみたら看板は外されていて、私の勝手な思い込みでしたね」と夏希に寂しそうに告げる。
夏希は「そんなことはないと思いますよ」と、つい最近まで看板はあったこと、朝日は香澄と見る約束をしていた「48時間 PART2」のDVDも返さずに延滞料金を払い続けていたことなどを伝える。
香澄は最後に「今でもたまに思うんです。この町に残っていたらどうなってたんだろうって」と云い、微かに夏希に微笑みかける。

### 後半
香澄の突然の出現は町の空気を一瞬のうちに変え、その後の夏の風景を全く別のものにする。
朝日は香澄と会っても波奈江と付き合う気持は変わらなかったが波奈江は朝日を諦める。
その波奈江に好意を抱き、長いあいだ影で見守っていた光は波奈江と朝日の関係が好転したことで波奈江を諦め、モデル志望の帰国子女あおいと付き合い出していた。
しかし花火大会の日に寂しそうに歩いている波奈江を見たことであおいと別れて東京に出て行く。
だがあおいは諦めない。
光に告白された波奈江はあおいに気をつかって光との距離を縮められない。
夏希も波奈江に気をつかって朝日との距離を縮められない。
女三人はデッドロック状態。
夏の最後の日、海の家「青山」の閉店パーティのために戻ってきた夏希とあおいが波奈江の家で飲んでいる。
そこであおいは朝日と夏希がよく電話で話していること、光は自分には滅多にメールの返事を寄こさないのに波奈江にはメールを返していることを知る。
あおいはもうすぐ夏も終わるというのに誰も幸せになっていない、ファスナーが引っかかってあがらないようなものだと言い出す。
そして自分が光から身を引けば波奈江は光とうまくいき、そうすれば夏希は朝日とうまくいくと。
「でもあおいはどうなるの？」という波奈江に、あおいはモデルとして自立出来るまで東京の夏希の部屋に居候させてもらえれば三人とも幸せになるという。
その会話は酒の上での軽口だったが、翌日波奈江が最初に行動を起こした。
波奈江は朝日に夏希が呼んでいると嘘をつき夏希の元に向かわせ、夏希にチャンスを与える。
まさか本当にやるとは思わなかったあおいもそれを見て「今、波奈江さんが落ち込んでてピンチですよ！」と光にメールする。
何年も波奈江が落ち込んでいるときにやけ酒を付き合っていた光は無理を押して東京からやってくる。

## 登場人物

### 主要人物
三厨 朝日（みくりや あさひ）〈28〉
演 - 山下智久
主人公。「小南写真館」で働くカメラマン。3年前に海辺の町から突然居なくなった恋人の香澄が帰ってくる日を心待ちにし、彼女が失踪する直前に一緒に観る約束をしていたビデオ「48時間 PART2」の延滞料金を3年間払い続けている。また、一緒に暮らした部屋にも住み続け、香澄をモデルとして撮った大きな看板に朝晩挨拶をしている。海の家を切り盛りしていた勢津子の出産・産休で海の家「青山」がなくなると香澄が帰ってきたときにガッカリするからと結婚式撮影のクライアント夏希に店長を依頼する。愛用のカメラはハッセルブラッドとCanon。後に専門学校時代の親友で現在若手売れっ子カメラマンに背中を押され、東京へ出てフリーカメラマンとして活躍を始める。
千代原 夏希（ちよはら なつき）〈29〉
演 - 香里奈（幼少期：酒井葉菜、安生悠璃菜 / 少女期：香田辺柚梨）
ヒロイン。北イタリア料理店「ロッソネロ」元店長。結婚式当日に花婿に逃げられ、結婚生活とシェフの職業を同時に失ってしまう。朝日に困っているレストランがあるので1日でも良いから手伝って欲しいと言われ海辺の町に来るが実は海の家だった。同じ料理とはいえ全くレベルの違う海の家「青山」で自分の料理を美味しそうに食べる客や朝日の仲間達にふれているうちに最悪の夏が人生最良の夏に変わり、自分の料理の原点も再認識出来る。波奈江を好きになりながら煮え切らない朝日にイライラし「もうあれだよ、二人で思いっきり酔っぱらって寝るしかないわ！」と言ってしまうような性格。しかし自分のことになると臆病。勢津子の産休明けで東京に戻り、南イタリア料理店「Giallo Blu」に再就職し後に料理長となる。
谷山 波奈江（たにやま はなえ）〈26〉
演 - 戸田恵梨香
もう1人のヒロイン。父親が経営する谷山酒造の名ばかりの役員で、気ままに暮らしている。10年間朝日への片思いを募らせる。父親の会社が作る「みさき潮風ビール」の香澄を起用した広告写真のカメラマンに朝日を推薦したのが波奈江だったが、それがキッカケで朝日と香澄が付き合いだしてしまう。香澄が町を去ってから香澄の看板の前を動こうとしなかった朝日にいつも付添い、朝日が「48時間 PART2」のDVDを返したかどうかを確認するために光のバイト先のレンタルビデオ屋に毎日通っている。長年朝日に振られるたびに光にやけ酒を付き合ってもらっていたが、秀才の光が自分に好意を抱いていることには気がついていなかった。後半ではみんながそれぞれの夢を追いかけて飛び立つことに触発されて介護の資格を取り働きだす。
一倉 香澄（いちくら かすみ）〈26〉
演 - 長澤まさみ（友情出演）
4年前の第一回ミスみさきコンテスト当時大学生で、優勝して谷山酒造「みさき潮風ビール」のイメージキャラクターとなる。その撮影を担当した朝日と恋仲となり同棲していたが3年前に何も言わずに朝日の前から姿を消す。場外ホームランのボールで怪我をするが駆けつけたバッターに怒った朝日が詰め寄ると「凄いよね、ここまで飛ばすなんて。やっぱり打った瞬間手応えあった？」「このボールにサインを頂戴♪」ととりなして場を和ませる優しい心の持ち主。それを見ていた恋敵の波奈江も「いい女だなぁ」とそのとき思い「あの時点でもう勝負は決まっていたんだ」と後で回想する。

### 「港区」の仲間
下嶋 賢二（しもじま けんじ）〈45〉
演 - 高橋克典
カフェ&バー「港区」のオーナー。勢津子の二度目の夫。店に集まる朝日仲間達のことをよく見ており「夏は誰にでも暑い季節だと思ったら間違いだぞ。じっとしているやつには冷たい季節だ」などと必要なときに適切に背中を押す。店の名「港区」は勢津子に前夫青山のことを忘れないでも良い、その思出も包み込んで守るからという彼女へのメッセージを由来に名付けた。
下嶋 勢津子（しもじま せつこ）〈38〉
演 - 板谷由夏
海の家「青山」店長。賢二の妻。予言が当たると周囲の評判。本人は一度だけ外したことがあり、それは今の夫の賢二とは一緒にならないと思っていたことだという。出産で海の家の開店が難しくなる。海の家の名「青山」は海で死んだ勢津子の元夫の苗字である。朝日に念願の写真を撮ってもらって舞い上がっている波奈江に「あんたいい加減にしなさいよ！写真を撮ってもらっただけで満足していてどうするの？朝日はねえ、長いあいだ香澄という檻に閉じこもっていたライオンなの。檻の鍵を開けたのは波奈江かもしんないけど、一度野に放たれたら可愛い得物を求めて狩りに出かけちゃうわよ。追い風が吹いてる今さぁ、ガンガン攻めないどうするの！」と叱咤する。
矢井野 孝至（やいの たかし）〈28〉
演 - 勝地涼
朝日の高校以来の親友。実家暮らし。夏希に惚れるが相手にされない。三枚目であるが陽気な楽天家。仲間思いで常に場を盛り上げようとする。また仲間を良く見ていてポイントポイントで背中を押す影のリーダー。
桐畑 光（きりはた ひかる）〈25〉
演 - 窪田正孝
カフェ&バー「港区」海の家「青山」の常連客で魚屋の息子。普段はレンタルビデオ店でアルバイトしている。感情を表に出さない文学青年。イメージは「メガネの文庫本」。そのメガネの外した瞬間にあおいが胸キュンになる。波奈江とは高校以来の付き合い。波奈江が好きだったが表に出さず、朝日に相手にされない波奈江を常に傍で見守っていた。後半では映画監督を目指して東京へ出、最後には波奈江と結婚する。
堀切 あおい（ほりきり あおい）〈21〉
演 - 山本美月
「帰国子女でクオーターでモデルの卵、男の願望がそのまま歩いているようなもの」というのが小南写真館の社長の説明。朝日との初対面時は駅で香澄をモデルに使った地ビールのポスターの地ビールの方を「懐かしい♪」と言ったのを聞いた朝日が「知ってるんですか？」と声を掛けたことから。しばらく朝日を「声をかけておいて無視する高等技術のナンパ」男と呼ぶ。「青山」の隣の海の家で働きだす。第4話の水鉄砲合戦でメガネを外した光に胸がときめく。帰国子女らしく「10秒もあったら好きになれますよ」「ぐいぐい押してきっちり捕獲させて頂きました」「女から攻めたらいけないという決まりなんて無いですよね」「両思いでしか恋愛がはじまらなかったら人類もここまで増えなかったと思いません？」と言い切る。第二回ミスみさきコンテストに優勝して香澄の次ぎの「みさき潮風ビール」の看板モデルになり、最後には東京でモデルデビューする。

### その他
小南 文博（こみなみ ふみひろ）〈57〉
演 - 斉木しげる
小南写真館の社長。カメラマンとして良い腕を持っている朝日に目をかけている。
一瀬 麻美（いちせ まみ）〈18〉
演 - 中条あやみ
小南写真館のアルバイト。気立ての良い働き者。波奈江の弟・駿（はやお）と付き合いだす。
米田 春夫（よねだ はるお）〈25〉
演 - 千葉雄大
夏祭実行委員会のスタッフとして石狩清子とともにチラシを店に配布している。本作の筋書きには直接絡まないが、清子の「春夫さん、見てくれないのね。私の水着姿は、海の藻屑となんら変わりないと言いたいの？」という言葉に「な、なにを言っているんだ。宝物が眩しすぎて、目をあけられないだけじゃないか」などと、まるで少女マンガのような二人の恋仲が棒読み状のクサイセリフで箸休めのように時折はさみこまれる。最後には清子と結婚するが、その式での花嫁とのキスがファーストキスとなった。
石狩 清子（いしかり きよこ）〈20〉
演 - 橋本奈々未（乃木坂46）
春夫同様に夏祭実行委員会のスタッフ。ホノボノとした笑いで深刻になりそうな本作を和ませている。春夫との結婚を決意するがリッキーこと兄の清に邪魔をされる。
石狩 清（いしかり きよし）
演 - オカモトショウ（OKAMOTO'S）
清子の兄。「前科1犯、国籍ジャパン」。愛称はリッキー。清子と春夫の結婚に反対するが最後には認める。なおオカモトショウは石狩清役の他にFMみさきのDJ役でも声だけで出演している。
谷山 駿（たにやま はやお）〈16〉
演 - 佐藤勝利（Sexy Zone）
波奈江の弟。3年前に香澄が町を出て行くとき香澄と話ていて香澄が二度と帰らないことを知っていた。小南写真館のアルバイト麻美（まみ）と付き合いだす。
谷山 和泉（たにやま いずみ）
演 - 渡辺哲
波奈江と駿の父。谷山酒造社長。町一番の下戸。毎年かかさず25年間花火大会の日に家族写真を撮っている。
谷山 朝子（たにやま あさこ）
演 - 泉山千恵
波奈江と駿の母。和泉の妻。
谷山 綾香（たにやま あやか）〈24〉
演 - 久富慶子
波奈江の姉。
千代原 郁代（ちよはら いくよ）
演 - キムラ緑子
夏希の母。
桐畑 翔（きりはた しょう）
演 - 菅田俊
光の父。桐畑鮮魚店店主。
金高 ムツオ
演 - 金時むすこ
金高青果店店主。

### ゲスト
古山 幸太
演 - 福士誠治（第1話）
夏希の結婚相手。結婚式最中に式場から逃げ出す。
司会者
演 - 矢島健一  (第1話)
夏希の結婚式の司会者。また、夏希の働いていた店の店長。
浦野 源三
演 - 鈴木龍之介（第3話）
高校球児。かっ飛ばしたホームランボールが「港区」のガラスを割り、香澄が怪我をする。
斉藤 静雄
演 - 少路勇介（第4話）
雄太の父。
斉藤 芽衣子
演 - 奥田恵梨華（第4話）
雄太の母。成功が100％保証されているわけではない大きな手術を控えている息子雄太に楽しい想い出を作ってもらいたいと、夫婦で海辺の町へ旅行にやって来て、朝日のいる写真館に撮影を依頼する。
斉藤 雄太
演 - 秋元黎（第4話）
静雄と芽衣子の息子。最上級の褒め言葉が「まあまあ」。体が弱く走ることも海に入ることも禁止されている。この雄太のために朝日は海の家の夏希にメニューにはない本格的なオムライスを作ってもらい、更に仲間を集めて浜辺で水鉄砲合戦を行う。雄太は走ることを禁止されていたが、朝日はその雄太を肩車して敵陣に攻め込み勝利する。その夜、雄太は朝日の家に泊まるが、手術を恐れる雄太に「勇敢」を英語では「YOU CAN（君なら出来る）」と書き、「人は勇敢である限りYOU CAN である」と駄洒落を飛ばし、雄太を元気づける。
熊詰 優希子
演 - 大久保佳代子（第7話）
大衆食堂「かどや」で働く中年女性。小南写真館でお見合い写真を撮ってから未だに結婚できないのは、写真の出来が悪いからだと写真の取り直しに訪れる。店の客には人気者。
影山 誠
演 - 中村俊介（第7・8・10話）
夏希が再就職した南イタリア料理店「Giallo Blu」料理長。自分は独立する予定で、自分の後釜にと夏希を採用する。期待している分最初は夏希に厳しく接するが、夏希が賄いに作った海の家風焼きそばを食べて夏希の料理の底力を信用する。次期料理長に推薦するつもりだけに夏希のことを良く見ており、夏の終わりの海の家「青山」閉店パーティのための休暇を言い出せないでいる夏希を飲みに誘い、休暇を許可する。
山田 ハジメ〈28〉
演 - 大東駿介（第8話）
大手広告写真やファッション雑誌などで活躍している売れっ子カメラマン。朝日の専門学校時代の同級生で良いライバルだった。アシスタント時代に撮影旅行の集合時間を間違えて穴をあけ「もう終わりだ、首だ」と落ち込んでいるときに、朝日が携帯に送ったピンクのドア（ドラえもんのどこでもドア）の写真に勇気づけられたことがある。田舎で燻っている朝日の背中を押すために海辺の町にやってくる。愛用のカメラはイエローのハッセルブラッド。
モデル
演 - 舟山久美子（第8話）

## スタッフ
- 脚本 - 金子茂樹
- 音楽 - 岩崎太整、髙見優
- 演出 - 石井祐介、宮木正悟、金井紘
- 主題歌 - 山下智久「SUMMER NUDE'13」（ワーナーミュージック・ジャパン）
- 演出補 - 相沢秀幸、楢木野礼、阿部博行、水戸祐介、松嵜由衣、藤井琢也、石田紗代
- 選曲 - 谷口広紀
- 音響効果 - 本郷俊介
- VTR - 前田佑太、久保島春樹
- 劇中写真・写真監修 - 富取正明、NAITO
- フードコーディネーター - 住川啓子
- イタリア料理指導 - 平形清人（辻調グループ）
- CG・タイトルバック - 小林一博、熱田健太郎
- 撮影協力 - いすみ市、南房総市、勝浦市、長生村、館山市、いすみ鉄道、千葉フィルムコミッション
- 『ローマの休日』（映像提供：ブレーントラスト / 第3話）
- プロデュース - 村瀬健
- プロデュース補 - 川原井史子、女川実青
- 制作著作 - フジテレビ

## 放送日程
| 放送回                                                     | 放送日  | サブタイトル                                          | 演出     | 視聴率 |
| ---------------------------------------------------------- | ------- | ----------------------------------------------------- | -------- | ------ |
| 第1話                                                      | 7月08日 | 走り出す恋！ 夏の大三角関係ラブストーリー始まる       | 石井祐介 | 17.4%  |
| 第2話                                                      | 7月15日 | 海の日15分拡大SP・片想いの連鎖…どしゃ降り雨とうれし涙 | 石井祐介 | 12.8%  |
| 第3話                                                      | 7月22日 | 明かされた秘密！ それでも君を愛してる                 | 宮木正悟 | 10.8%  |
| 第4話                                                      | 7月29日 | 好きになってるじゃん、私                              | 宮木正悟 | 13.4%  |
| 第5話                                                      | 8月05日 | 友情と恋…あなたはどちらを選びますか？                 | 金井紘   | 11.7%  |
| 第6話                                                      | 8月12日 | さよなら大好きな人…運命の再会と十年愛の結末           | 石井祐介 | 12.0%  |
| 第7話                                                      | 8月19日 | 離れている方が心の距離は近くなる？                    | 宮木正悟 | 11.1%  |
| 第8話                                                      | 8月26日 | 好きになってるじゃん、俺                              | 石井祐介 | 11.7%  |
| 第9話                                                      | 9月02日 | 10分でも会いたい                                      | 金井紘   | 12.6%  |
| 第10話                                                     | 9月09日 | 抱きしめられて                                        | 宮木正悟 | 12.4%  |
| 最終話                                                     | 9月16日 | 裸になれた夏…ずっとそばにいるから                     | 石井祐介 | 11.9%  |
| 平均視聴率 12.7%（視聴率は関東地区・ビデオリサーチ社調べ） |         |                                                       |          |        |